# زجیسواف توبیاش
زجیسواف توبیاش (لهستانی: Zdzisław Tobiasz؛ ‏ ۱۳ مه ۱۹۲۶ – ۱۷ اکتبر ۲۰۲۲) کارگردان نمایش و بازیگر اهل لهستان بود. وی دانش‌آموختهٔ مدرسه ملی فیلم ووچ بود.
از فیلم‌ها یا مجموعه‌های تلویزیونی که وی در آن‌ها نقش داشته‌است، می‌توان به صفر-هفت، به‌گوشم و فیلمی کوتاه درباره کشتن اشاره نمود.